# Heckler & Koch HK416
HK416 je jurišna puška koju je dizajnirao i proizveo Heckler & Koch. Temeljen je na platformi AR-15, izvorno osmišljen kao poboljšanje od puške Colt M4A1 koja je izdana američkoj vojsci, s prepoznatljivim H&K-ovim kratko-taktnim plinskim klipom preuzetog od puške HK G36. Kupci iz vojske i zakonske službe mogu nabaviti novi gornji prijamnik, cijev za uvlačenje usadnika, te pogonsku oprugu da prerade već postojeće AR-15-ice, ili uzmu nove upotpunjene HK416-ice.

## Povijest
Specijalna postrojba Delta Force američke vojske, na zahtjevu podčasnika istraživanja i razvoja Larryja Vickersa, je surađivala s njemačkim proizvođačem vatrenog oružja, Heckler & Koch, kako bi razvili novi karabin tijekom ranih 90-ih. Tijekom razvoja, Heckler & Koch je kapitalizirao iskustvo stečeno razvijajući Bundeswehrovu jurišnu pušku G36, projekt američke vojske o puški XM8 (odgođenoj 2005.) i modernizaciji obitelji pušaka SA80 od Oružanih snaga Britanije. Projekt je originalno nazvan HK M4, ali je promijenjen kao odgovor prekršaju trgovačke zaštitne oznake koju je Colt Defense podigao.
Delta Force je zamijenio svoje M4 s HK416 2004. nakon što su ispiti otkrili da operativni sustav klipa značajno smanjuje kvarove dok produžuje vijek trajanja dijelova. Američka vojska je testirala HK416 i u uporabi je nekih zakonskih službi i jedinica za specijalne operacije. Norveške oružane snage su je također usvojile kao standardnu pušku.
Modificirana varijanta je podvrgnuta ispitivanju kod američkih marinaca kao M27 IAR (Infantry Automatic Rifle, hr. pješačka automatska puška) kod vojnih instalacija Fort McCoy, Camp Shelby i 29 Palms (za prašinu, vruće i hladno vrijeme, pojedinačno). Od ožujka 2012., 452 je isporučeno od 4748 naručenih.

## Detalji dizajna
HK416 koristi kratko-taktni plinski sistem izveden od G36, bez mehanizma plinskog direktnog udara koji je regularan kod pušaka AR-15. Plinski sustav HK G36 pak djelomično proizlazi iz puške ArmaLite AR-18 dizajnirane 1963. HK sistem koristi krakto-taktni klip koji tjera radnu šipku da gurne izbacivač prema naprijed. Ovaj dizajn sprječava plinove sagorijevanja da uđu unutrašnjost oružja—s nedostatkom sistema izravnog udara. Redukcija pregrijavanja i onečišćenja izbacivača i dijelova oko njega za 70%, povećava pouzdanost oružja, te produžuje interval među zastojima. Također smanjuje vrijeme čišćenja (4 minute za HK416, 12 za M4) i stres na ključnim komponentima. Ugljično prljanje se skoro nikada ne događa čak i tijekom dužeg rada. 95% svog ugljičnog onečišćenja, otpadaka i topline odlazi iz cijevi HK416 tokom paljbe. Malo ili uopće nikakvog prijenosa vrućine nema na dijelovima izbacivača (eng. bolt) što rezultira u 3–4 puta povećani vijek trajanja sastavnih dijelova bez zahtjevanog ponovnog podmazivanja. HK416 je sposoban pucati bez lubrikanta. Manje maziva privlači manje pijeska i šljunka u grubom okolišu, čime se poboljšava pouzdanost.
HK416 je opremljen šinama MIL-STD-1913 za dodatke na sve četiri strane. To omogućava da većina sadašnjih dodataka paše na HK416. Skup šina se može instalirati i maknuti bez alata koristeći ručicu za povlačenje izbacivača kao odvijač. Dio koji drži šine je "slobodan", što znači da nema kontakta s cijevi, poboljšavajući preciznost.
HK416 ima podesivi više-pozicijski uvlačivi, tj. klizni usadnik koji pruža šest različitih duljina. Pločica za rame (na kraju usadnika) može biti konveksna ili konkavna i usadnik sadrži prostor za dodatke za održavanje, pričuvne električne baterije ili ostali mali pribor.
Snaga potrebna za stisak okidača je 34 N. Težina praznog šaržera HK416 je 250 g. Cijev HK416 je kovana hladnim kovanjem i ima 6 žljebova dužine 178 mm usmjerenih prema desno, a vijek trajanja je oko 20.000 pucnjeva.

### Razlike od M4
HK416 je varijanta američkog karabina M4. Iznad okidača uključuje selektor za osigurač, poluautomatsku i skroz automatsku paljbu. Ima redizajnirani uvlačivi usadnik koji omogućava korisniku da rotira pločicu usadnika, novu pištoljsku dršku BG-16 od H&K-a, ergonomski ugodniju, te deblju cijev, viši gornji prijamnik i sklopivi prednji ciljnik sličan kao kod puške G3.

## Evaluacija
U srpnju 2007., američka vojska najavila je ograničeno natjecanje između oružja Colt M4, FN SCAR, HK416, XCR i HK XM8. Deset primjeraka od četiri raznih pušaka je sudjelovalo. Svako je oružje ispalilo 6000 metaka u ekstremno jakom prašnjavom okolišu. Natjecanje je održano za procjenu budućih potreba, ne za zamjenu M4. XM8 je postigao najbolji rezultat, sa samo 127 zastoja u ukupnih 60.000 pucnjeva, FN SCAR-L je imao 226 zastoja, a HK416 233. Karabin M4 je postigao "značajno gore" nego ostali, s 882 zastoja.
U prosincu 2009., modificirana verzija HK416 je odabrana za posljednje testiranje u programu za automatsku pješačku pušku (IAR), dizajnirana za zamjenu lake strojnice M249 kod jedinica američkog marinskog korpusa. HK416 je pobijedio ostala tri finalista od FN Herstala i Colt Defensea. U srpnju 2010., HK416 je dobio oznaku M27 IAR, 450 ih je nabavljeno za dodatno ispitivanje.
Norveška vojska je provela opsežnu procjenu prije odabiranja HK416 za novo primarno oružje.

### HK416A5
HK416 jedno je od oružja predstavljenih službenicima američke vojske tijekom poziva na Dan industrije, 13. studenoga, 2008. Cilj Dana industrije bio je pregled sadašnje tehnologije karabina prije pisanja formalnih zahtjeva za buduću zamjenu karabina M4. HK416 je potom ušao u natjecateljski program Individualni karabin (Individual Carbine) za zamjenu M4. Podloženo oružje je bilo poznato kao HK416A5. Ima usadnik sličan onome kod puške G28, osim što je tanji i nepodesivi. Puška sadrži poboljšani alatno-manje podesivi plinski regulator za korištenje prigušivača kojeg se može staviti na cijevi kratke čak i 26,7 cm bez modifikacija. Također ima redizajnirani donji prijamnik s dvostranim paljbenim kontrolama, optimiziranu kompatibilnost šaržera i streljiva, pribor za popravak smještenim u dršci, te tamno-pustinjsku shemu boje. Usadnik ima fiksnu stražnju pločicu i više nema prostora za pohranu, kvačice za remen su uklonjene isto. HK V2 drška je pripojena koja ima profil drške V2 s dijelom za alate V1. Natječaj Individualni karabin je odgođen prije nego što je pobjedničko oružje odabrano.

## Varijante

### Vojska i službe zakona
Modeli HK416 kalibrirani za 5.56×45mm NATO dostupni na tržištu vojske i zakonskih službi su:
- HK416D ili D10RS: kompaktni s cijevi od 26,4 cm.
- D14.5RS: karabinske veličine s cijevi od 36,8 cm.
- HK416N ili D16.5RS: veličine puške s cijevi od 41,9 cm.
- D20RS: pune veličine puške s cijevi od 50,5 cm.

Od 2013., modeli HK416A5 u istom 5.56 kalibru su također dostupni s raznim duljinama cijevi od 27,9 do 50,5 cm.

#### Inačice HK416
- HK416C: još kompaktnija inačica. Ima cijev od 22,8 cm i brzinu od 730 m/s.[12] Preciznost ove inačice je približno 12 cm na 100 m (≈ 4 MOA)[12] HK416C ima dosta zajedničkih dijelova obitelji HK416, ali ova inačica ima specifičnu skraćenu cijev za uvlačenje usadnika, slično kao kod kompaktnih varijanta kratkih strojnica MP5 i karabina HK53. HK416C razvijen je za potrebe specijalnih jedinica UK-a.
- M27 IAR: potpuno automatska varijanta D16.5RS napravljena za američke marince.

#### Veći kalibar
- HK417: veća varijanta kalibrirana za 7,62×51mm NATO.

## Vanjske poveznice
|  | Zajednički poslužitelj ima još gradiva o temi Heckler & Koch HK416 |